# Charlie Hodgson
Charles Christopher Hodgson (Halifax, 12 novembre 1980) è un ex rugbista a 15 internazionale per l'Inghilterra, che nel ruolo di mediano d'apertura ha militato da professionista tra il 2000 e il 2016 in Sale Sharks e Saracens.
Si è ritirato da detentore del record di miglior realizzatore di punti in Premiership (2623, di cui 1872 per Sale Sharks e 753 per Saracens) nonché con 672 punti nelle competizioni europee, di cui 359 in Champions Cup, competizione vinta una volta con i Saracens, e 313 in Challenge Cup, vinta due volte, entrambe con Sale Sharks.
Convocato 38 volte in nazionale inglese (con 269 punti totali) non ha mai preso parte ad alcuna edizione della Coppa del Mondo.
Prese anche parte al tour dei British Lions del 2005 in Nuova Zelanda ma senza disputare alcuno dei tre test match della serie contro gli All Blacks.

## Biografia
Hodgson compì gli studi elementari e medi a Bradford, e durante la frequenza scolastica maturò il tifo per la squadra locale di Halifax di rugby a 13; si avvicinò al rugby a 15 più tardi, quando un amico di famiglia lo invitò a prendere parte a un incontro tra due club di dilettanti.
Terminati gli studi superiori frequentò l'Università di Durham, della cui squadra di rugby fece anche parte.
Il primo contratto professionistico giunse a 20 anni, nel 2000 con Sale Sharks, club con cui disputò la sua prima partita in assoluto nel corso della Challenge Cup contro i francesi dell'Auch.
Un anno più tardi giunse il debutto in nazionale inglese contro la Romania a Twickenham, il 17 novembre 2001.
La vittoria inglese è agli archivi per essere la più ampia della sua storia (134-0), ma in particolare Hodgson, con 44 punti personali, realizzò il record, tuttora imbattuto, di punti segnati in un singolo test match.
Fu parte della squadra inglese al Sei Nazioni 2003 ma a causa della rottura di un legamento crociato del ginocchio fu indisponibile per la Coppa del Mondo di quell'autunno in Australia.
Un successivo infortunio lo tenne fuori dal successivo Sei Nazioni 2004, e non poté essere schierato fino al tour dell'estate successiva nell'Emisfero Sud, nel quale disputò tutti e tre i test match previsti.
Nel 2005 fu chiamato dai British Lions per il loro tour in Nuova Zelanda, senza tuttavia essere mai utilizzato nei test match.
Hodgson incorse in un nuovo infortunio un anno più tardi, sempre al legamento crociato del ginocchio, durante un test match contro il Sudafrica.
Tale circostanza gli impedì, per la seconda volta consecutiva, di essere disponibile per la Coppa del Mondo.
Il ritorno in nazionale avvenne in occasione del Sei Nazioni 2008, nel corso del quale Hodgson fu utilizzato in una sola occasione, da subentrato nella partita contro la Scozia.
L'8 marzo 2009 Hodgson divenne il miglior marcatore della Premiership: in tale data, infatti, dapprima eguagliò il record di Jonny Wilkinson (fermo per infortunio e impossibilitato a difendere il suo primato) di 1489 punti e, poi, con un calcio piazzato, lo superò portandosi a quota 1492; singolarmente il record giunse, ancorché nell'ambito di una sconfitta, contro il Newcastle, il club dove all'epoca militava Wilkinson; nel prosieguo di stagione, e in quella successiva, complice il trasferimento di Wilkinson in Francia al Tolone, Hodgson incrementò il suo primato; al momento di lasciare Sale Sharks, nel giugno 2011, il totale era a 1872 punti.
Avendo convocato già due mediani d'apertura per la Coppa del Mondo di rugby 2011, il C.T. Martin Johnson non incluse Hodgson nella lista dei selezionati per la competizione.
Le sue più recenti apparizioni internazionali sono del Sei Nazioni 2012, durante il quale disputò il suo ultimo incontro per l'Inghilterra, a Roma contro l'Italia; appresa la decisione del nuovo C.T. inglese Stuart Lancaster di ringiovanire la squadra in vista della Coppa del Mondo di rugby 2015, Hodgson annunciò nel giugno 2012 il suo ritiro dalle competizioni internazionali per l'Inghilterra.
Militante dal 2011-12 nel Saracens per cui aveva firmato un accordo già nel gennaio 2011, con tale club divenne il primo giocatore di Premiership a raggiungere i 2000 punti; a ottobre 2013 il primato di Charlie Hodgson causò un singolare refuso durante una trasmissione della BBC alla quale era presente come ospite il suo omonimo Roy Hodgson, C.T. della nazionale inglese di calcio, sotto il cui nome apparve la didascalia che lo indicava come il miglior marcatore della Premier League (titolo in realtà detenuto da Alan Shearer, non avendo Roy Hodgson peraltro mai militato in Prima Divisione).
Durante il campionato 2015-16 annunciò il suo ritiro a fine stagione; Hodgson chiuse la carriera al termine di 16 stagioni di Premiership con 2625 punti in 262 incontro.

## Palmarès
- Premiership: 3
Sale Sharks: 2005-06
Saracens: 2014-15, 2015-16
- Coppe Anglo-Gallesi: 1
Saracens: 2014-15
- Champions Cup: 1
Saracens: 2015-16
- Challenge Cup: 2
Sale Sharks: 2001-02, 2004-05